# Kanton La Canourgue
La Canourgue is een kanton van het Franse departement Lozère. Het kanton maakt deel uit van het arrondissement Mende.

## Gemeenten
Het kanton La Canourgue omvatte tot 2014 de volgende 6 gemeenten:
- Banassac
- Canilhac
- La Canourgue (hoofdplaats)
- Laval-du-Tarn
- Saint-Saturnin
- La Tieule

Na de herindeling van de kantons door het decreet van 25 februari 2014, , met uitwerking op 22 maart 2015, omvatte het kanton 14 gemeenten.
Op 1 januari 2016 werden de gemeenten Banassac en Canilhac samengevoegd tot de fusiegemeente (commune nouvelle) Banassac-Canilhac.

Op 1 januari 2017 werden de gemeenten Le Massegros, Saint-Georges-de-Lévéjac, Le Recoux, Les Vignes en Saint-Rome-de-Dolan samengevoegd tot de fusiegemeente (commune nouvelle) Massegros Causses Gorges.

Op 1 januari 2017 werden de gemeenten Montbrun, Quézac en Sainte-Enimie samengevoegd tot de fusiegemeente (commune nouvelle) Gorges du Tarn Causses.
Bij decreet van 5 maart 2020 werd deze gemeente in haar geheel toegewezen aan het kanton Florac Trois Rivières.
Sindsdien omvat het kanton volgende 8 gemeenten:
- Banassac-Canilhac
- La Canourgue
- Chanac
- Laval-du-Tarn
- La Malène
- Massegros Causses Gorges
- Saint-Saturnin
- La Tieule